# Livorno (Surinam)
Livorno es el ressort con margen sobre el río Surinam, más al sur del distrito de Paramaribo, está enteramente surcado por la vía Sir Wiston Churchill que viene desde Paranam; limita al norte con el ressort de Beekhuizen, al este con el Río Surinam, al sur con el ressort de Houttuin, en el distrito de Wanica y al oeste con los ressort Pontbuiten y Latour.